# 日本農業経済学会
日本農業経済学会（にほんのうぎょうけいざいがっかい、英語: The Agricultural Economics Society of Japan ）は、農業経済に関する研究を通じて農業経済学と農業・農村の発展に寄与することを目的とした日本の学会。1924年に創設された。

## 沿革
- 1924年 - 神田の学士会館に発起人が集まり創設される[1]
- 1925年 - 学会誌『農業経済研究』を刊行

## 活動内容

### 刊行物
- 『農業経済研究』
- 『日本農業経済学会論文集』
- 『The Japanese Journal of Agricultural Economics』

### 大会
年１回以上大会を開催することとしており、大会ではシンポジウム、個別報告などを実施している。近年では3月下旬ごろに開催されている。